# Igarapé do Meio
Igarapé do Meio é um município do estado do Maranhão, no Brasil. Sua população em 2010 era de 12 543 habitantes. Muito ligada a Santa Inês e Monção. Na zona rural do município, está instalado um dos maiores frigoríficos do Maranhão.

## Topônimo
"Igarapé" é um termo de origem tupi que significa "caminho de canoas", através da junção de ygara (canoa) e apé (caminho). Significa em tupi guarani Igarapé (água) Meio.

## História
Em meados de 1922 uma família de piauienses vieram pra estas bandas a procura de boa terra para produzir arroz e farinha. Nesta época o povoado de Lages comprida era o centro econômico do Vale do Mearim e da tradicional festa de máscara, regida a orquestra, no povoado Paiol. Com energia movida a motor, o povoado se destacava pelos grandes movimentos financeiros que mantinha. A família piauiense logo colocou o nome de Vila São João àquele lugar no qual construíram duas casas. Colocaram a primeira plantação de arroz e mandioca. Depois, por ver sua plantação alagar, saíram daqui e foram para o Médio Mearim.
Em 1773 estas terras estavam sobre os cuidados do fidalgo José da Gama Deça, um dos maiores criadores de gado do Baixo Mearim. Só que em 1922 estas terras já eram pertencentes a Vitoria do Mearim, que antes era chamado de Baixo Mearim ou Curral da Velha Igreja. O padre e fidalgo José Gama Deça supervisionou estas terras e percebeu que eram terras ricas para se produzir apesar de ser alagadiça. Em 1835 foi elevada a título do estado para ser chamada de Vila Mearim. Nesta época aqui já se produzia arroz em abundância e não se sabe de certo, mas, existia uma família que investiu muito nesta produção, a família Faraz. Em 1911 a Vila Mearim se divide administrativamente em 3 distritos: Vitoria do Mearim, Lapela e São Benedito. Nesta época, a velha Vila São João já era Roça Grande, devido à grande plantação de arroz, banana e cacau.
Em 1933 Vitoria do Mearim se torna distrito sede e depende de Lages Comprida para fixar e distribuir sua economia. Vitoria do Mearim foi elevada à condição de cidade com a denominação de Mearim, pela lei municipal nº 1129, de 15-03-1924. É ai que começa nossa história. Por volta de 1955 a 1965 estas terras passaram a se chamar Igarapé do Meio, devido um igarapé que cortava a velha roça ao meio. Igarapé do Meio teve sua história preconizada por 6 pessoas que construíram nossa história, Maneco Flor, Álvaro Firmino, Manezão, Maria anjo, Ângelo e Ditinha. Seu padroeiro foi primeiramente cultuado pela senhora Maria Anjo, vulgo Veveca, ela que fez as primeiras festas em homenagem ao santo padroeiro.
Foi na década de 70 que o povoado de Igarapé do Meio começava a se organizar. Aqui devemos lembra do primeiro restaurante que era localizado onde hoje é a casa lotérica, pertencia a irmã Maria Barbosa. Na mesma rua se localizava o primeiro salão de festa, Toca da Onça que era onde hoje é a casa do Sr. Antônio Filho. Aos finais de semana a música e a bebida eram a diversão do povo. Na Rua da Bacabeiras tínhamos a primeira curandeira de renome, chamada de Maria Babá, ao décimo segundo dia de cada mês fazia rugir o tambor em chamamento aos seus orixás. Mãe Velha era sua encantada. Depois sr. André e Manoel do Ciro contribuíram muito para que o candomblé se tornasse evidente no povoado e era patrocinador dos que queriam a emancipação de Igarapé. Destaque maior ao sr. Manoel do Ciro, profundo conhecedor da Bíblia e amante das artes teatrais e musicais, foi dele o primeiro disco lançado por um igarapeense. Suas festas eram as maiores, de dono de terreiros, da região.
Em 1978 fizeram os poços de água espalhados em algumas ruas. De referência tinha um bem em frente a à igreja católica. A mesma era de barro e tinha no fundo o primeiro posto de saúde, bem onde hoje é a casa do professor Ronilson. Antes tudo ali era um curral do Sr. Fernandes Oliveira, esposo da Sra. Marinilde Melo. Sr. Fernandes foi um dos pioneiros no ramo da farmácia e medicação da região. Sua família era tão conhecida e respeitada que sua esposa se tornou prefeita de Vitória do Mearim em 1983.
Na Rua do Comércio tivemos nomes que devem ser lembrados, tais como: Sr. Bernardo e Antonio Fogoió, estes foram um dos primeiros dentista da região. Sr. Andrelino e Raimundo Licá, barbeiros de nome. Na saúde tivemos a Sra. Celestes, Gilberto e Zequinha da Nanilde.
Na Educação tivemos grande avanço. Em 1973 a primeira escola, Deusdete Vieira da Silva, onde hoje é a Escola Marinilde Oliveira, feita pelo prefeito Ribamar Matos, começou a fazer parte de nossa história. Seguida pela escola Fernando Oliveira Melo, construída pelo prefeito Jorge Moisés que também em 1977 fez o Mercado Municipal. Professoras como Maria Undina, Maria Professora, Maria de Ciríaco, Maria Galdina, Dona Ester, Madalena e Raimunda da Ditinha, foram pioneiras na educação. Naquele tempo o Curso de Datilografia era o auge do saber. Professora Madalena teve a primeira escola particular em sua casa, onde hoje é a casa do Sr. José Alberto na Rua Nova.
Os primeiros jovens a se formarem nesta terra com curso superior foram o sr. Viana e Claudemir. Sendo senhor Viana o primeiro a ter curso superior.
Não devemos esquecer os primeiros comerciantes: Manoel Lopes, Elias, Sr. Teixeira e Damião. Destaque para o senhor Teixeira que morava e tinha seu comércio onde hoje era a casa do senhor Nilsinho, filho do Sr. Totó. A quitanda do senhor Teixeira tinha de tudo. Inclusive a escola Marinilde era um depósito do senhor Teixeira que vendeu para a prefeitura de Vitória do Mearim, que imediatamente contratou sr. Bendito de Ademar e Maximiano para construir a escola Marinilde. Na década de 70 o senhor José Arouche e Francisquinho Raimundo Damasio, tornaram o comércio bem relevante e competitivo.
Na cultura não podemos deixar de falar dos blocos carnavalescos onde o sr. Totó e Supriano Branco organizavam. Foram pioneiros nestas festas.
Nessa época as caravanas de ciganos era comuns nesta região. E eles sempre paravam em um pé de Angelim que tinha onde hoje é o Posto de Taxi, onde hoje é o retorno. Ali paravam para descansar. Bem em frente morava o senhor Cícero, primeiro fotógrafo de máquina a manivela de nossa terra. As máquinas fotográficas não eram comuns. Mas, o Sr. Antônio Barbosa, dono do Salão Toca da Onça, já possuía a mesma e tirava fotos de nossa gente.
O primeiro Carro, um Opala 1974, que foi do Sr. Cícero, que também conduzia o seu cabaré com requinte e festa. Nossos cabarés, que na década de 70 foram o ponto chave de nossos homens, Cabaré da Helena, onde hoje é a farmácia Mateus, era o lugar das farras. Era comum as brigas por mulheres e bebidas. Nesta década surge nossos primeiros Delegados, Sr. Bidoca e depois Sr. Martins, homens da ordem e da segurança.  No fornecimento de nossa carne bovina tivemos o Sr. Zé Joaquim, Raimundo Bia e Nega Velha. E onde é a casa do sr. Raimundo da Lurdes, hoje, era a casa do sr. Elias Muniz, o dono da maior usina de pilar arroz desta região. Que mais tarde vende a mesma ao senhor Paraíba.
Nossos primeiros padeiros: Sr. Gonzaga cuja padaria era onde hoje é a casa da professora Celiane, Sr. Antonio Padeiro, na Rua Nova e Sr. Genivaldo, próximo a igreja católica.
Na política tivemos dois pioneiros, Sr. Totó e Zé Mendes que mostraram o poder político alternado por muitos anos como vereadores em nossa terra. Senhor Totó foi relevante por 4 mandatos sendo um dos mais votado de Vitória do Mearim e era o líder social da época, o chamado "meu preto" era a alcunha rotineira do mesmo.
Em 1996, Igarapé do Meio tem a primeira eleição para escolha de seu primeiro prefeito. Totó e Dr. Ubiratan Amorim. Dr. Ubiratan vence a eleição e se torna o primeiro prefeito de Igarapé do Meio. Em 12 de abril de 1998 ele teve a maior turbulência de sua administração, enfrentando a invasão do povo em sua casa, a primeira manifestação do povo descontente com sua administração. Nessa época o primeiro presidente da Câmara Municipal era Ribamar Mendes, vulgo Ribinha. Afastado do cargo, o prefeito, assume o então vice Lourenço Chaves, ficando no cargo até o início do mês de maio. Voltando o prefeito depois de uma liminar. Que o fez tirar o mandato de 4 anos. Nossos primeiros vereadores foram Ribinha, Nona Barbosa, Goiaba, Sr. Li, Juça, Gilberto, Maria Luiza, Viana e Antonio de Matos.
Em 2000, incentivado pelo Sr. José Lima, esposo da vereadora Maria Luiza, vale ressaltar que o Sr. José Lima foi o primeiro a usar o primeiro meio de comunicação de áudio desta terra, a chamada " voz da verdade" que foi o maior crítico da prefeita de Vitoria do Mearim, na época, Marinilde Melo. Sr. Zé Lima também foi um pioneiros do ramo da farmácia nesta região. O Sr. Antonio Berto, antigo comerciante, entra para concorrer contra o então prefeito Ubiratan, derrotado, Ubiratan passa então o mandato ao sr. Antonio Berto, o terceiro prefeito da cidade, tendo em vista que o Sr. Lourenço Chaves, também, por afastamento de Dr. Ubiratan, assumiu o cargo. Eleito em 2001 a 2004, Antonio Berto se reelege em 2004 a 2008, neste ano o seu afilhado José Filho se elege o quarto prefeito desta cidade, concorrendo com o também comerciante Raimundo Damasceno, vulgo, Raimundo Lambança.
Em 2012, Raimundo Damasceno ganha a eleição e se torna o quinto prefeito desta cidade, derrotando a esposa o do ex prefeito Antonio Berto, Sra. Valderez. Em 2016 um novo nome surge no cenário político desta cidade, o empresário e conhecedor da terra Almeida Sousa, derrota o então prefeito Raimundo Damasceno se torna o primeiro prefeito a derrotar no cargo a gestão. Se tornando o sexto prefeito desta cidade.
As religiões Católica, Adventista, Sabatista e Assembleia de Deus, tiveram destaque na construção social do povo igarapeense. A Assembleia de Deus inaugurada pelo pastor Amarantes de Vitória do Mearim era localizada na Rua do Comércio, onde hoje é a casa da senhora Hulda, seu primeiro dirigente foi irmão Zeca Hermínio. Homens como o Sr. Raimundo Sérgio, ancião da Igreja Adventista, pastor Zequinha da Assembleia de Deus, seu primeiro pastor, e Sr. Maurinho da Igreja Sabatista. Estes foram precursores do evangelicalismo. Outros gostavam de evangelizar pessoalmente. Irma Celina, dona Martinha, Ernestina Gaspar, Alcinda de Brito, irmã Santana e Francisca de Artur. Nomes que diferentes em religiões, deixaram um legado de exemplo e fé.

### Formação Administrativa
O município de Igarapé do Meio foi criado pela Lei 6 431, de 29 de setembro de 1995, com sede no povoado do mesmo nome desmembrado do município de Vitória do Mearim, subordinado à Comarca de Vitória do Mearim.
Limita com os municípios de Monção, Bela Vista do Maranhão, Pio XII e Vitória do Mearim. Atualmente, o seu prefeito é José Almeida de Sousa (2017) e a sua câmara municipal é composta por 9 vereadores.